# Rysslands rymdprogram

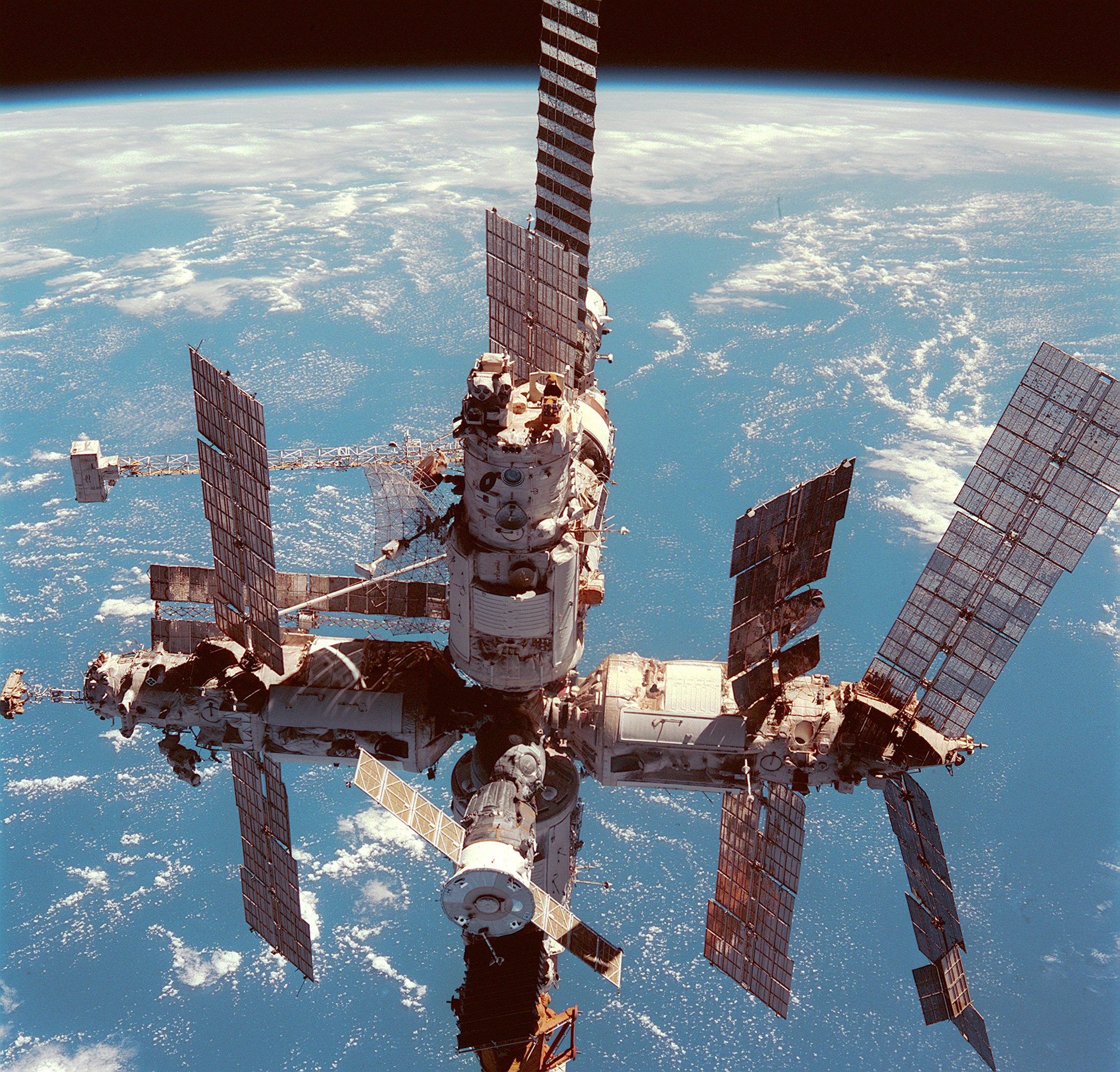
Mir fotograferad från Discovery under STS-91. Foto: NASA

Rysslands rymdprogram är byggt som en fortsättning av Sovjetunionens rymdprogram från då Sovjetunionen upplöstes 1991. Den stora skillnaden är att det nya rymdprogrammet har ett mycket nära samarbete med NASA och deras rymdfärjeprogram.
Eftersom Kosmodromen i Bajkonur tillföll Kazakstan efter Sovjetunionens fall valde Ryssland att på sikt flytta sin rymdverksamhet från Bajkonur till Kosmodromen i Svobodny.
2005 skrevs ett hyresavtal mellan Ryssland och Kazakstan. Avtalet innebär att Ryssland hyr Bajkonur fram till 2050.
2007 valde man att avsluta verksamheten vid Svobodny och flytta till kosmodromen i Vostotjnyj.
Den 28 april 2016 gjordes den första uppskjutningen från Vostotjnyj.

## Delprogram
- Sojuzprogrammet (1967-pågående)
- Progressprogrammet (1978-pågående)
- Mir, rymdstation (1986-2001)
- ISS, rymdstation (1998-pågående)